# Eusebio Vélez
Eusebio Vélez de Mendizábal (Durana, Álava, 28 de março de 1935 - Vitoria-Gasteiz, 16 de junho de 2020) foi um ciclista espanhol.

## Biografia
Eusebio Vélez nasceu em Durana, um pequeno povo situado nas imediações da cidade de Vitoria. Foi ciclista profissional entre 1958 e 1969, e diretor da equipa ciclista Kas de 1973 a 1978, coincidindo com a temporada de máximo esplendor da equipa alavés. Desde 1960 aparece unido à equipa Kas com o que competiria até 1967; permanecendo suas duas últimas temporadas na equipa Fagor.
Destacaram suas actuações na Volta ciclista a Espanha, na que fez duas pódios e ganhou uma etapa. Em a volta de 1961 .depois de uma contrarrelógio por equipas na primeira jornada, Vélez fez-se com a camisola amarela, que conservou durante três jornadas. Leste foi seu primeiro sucesso como corredor profissional. Na volta de 1963 foi 7.º na classificação final. Em a de 1964 ganhou a contrarrelógio da primeira etapa, colocando-se como efémero camisola amarela de novo; ao final da corrida acabou 4.º na geral. Em a volta a Espanha de 1966 subiu pela primeira vez ao cajón, ficando 2.º por trás de seu colega de equipa Francisco Gabica e numa classificação copada praticamente pelos componentes da equipa KAS. Em a volta de 1968 foi 3.º, subindo por segunda vez ao pódio e fechou suas participações na volta de 1969 com um 10.º lugar.
No Giro d'Italia tomou parte em duas edições, ficando 10.º e 11.º na geral. A sua grande espinha foi o Tour de France, no que não pôde finalizar nenhuma das 4 edições que disputou. Participou também em mundiais.
Faleceu aos oitenta e cinco anos em Vitoria a 15 de junho de 2020.

## Palmarés
| - 1962 - G.P. Prefeitura de Bilbao - Campeão da Espanha por Regiões - 1963 - G.P. Primavera - Circuito Urbano de Burgos - Volta à Reigada (Astúrias) - Circuito Montanhês, mais 1 etapa 1964 - - 1 etapa da Volta a Levante - G.P. Primavera - 1 etapa da Volta a Espanha - G. P. Astorga | - 1965 - 1 etapa da Bicicleta Eibarresa - Campeonato Basco-Navarro de Montanha, atual G.P. Miguel Induráin - 1966 - Bicicleta Eibarresa, mais 1 etapa - Subida a Urkiola - Volta à Reigada (Astúrias) - G.P. Rodolfo González (Pravia - Astúrias) 1968 - - Subida a Arrate - G.P. Primavera - 1969 - Amorebieta-Urkiola (G.P. Amizade) |

## Resultados em Grandes Voltas e Campeonato do Mundo
Durante a sua carreira desportiva tem conseguido os seguintes postos nas Grandes Voltas e no Campeonatos do Mundo em estrada:
| Corrida            | 1958 | 1959 | 1960 | 1961 | 1962 | 1963 | 1964 | 1965 | 1966 | 1967 | 1968 | 1969 |
| ------------------ | ---- | ---- | ---- | ---- | ---- | ---- | ---- | ---- | ---- | ---- | ---- | ---- |
| Giro d'Italia      | -    | -    | -    | -    | -    | -    | -    | -    | -    | 10.º | 11.º | -    |
| Tour de France     | -    | -    | -    | -    | -    | Ab.  | Ab.  | Ab.  | Ab.  | -    | -    | -    |
| Volta a Espanha    | -    | -    | -    | Ab.  | 12.º | 7.º  | 4.º  | Ab.  | 2.º  | 17.º | 3.º  | 10.º |
| Mundial em Estrada | -    | -    | -    | -    | 21.º | -    | -    | -    | -    | -    | -    | -    |

-: Não participa

Ab.: Abandono

## Equipas
- - Independente (1958-1959)
  - Kas (1960-1967)
  - Fagor (1968-1969)